# Kraino Selo, Kărdjali
Kraino Selo (în bulgară Крайно Село) este un sat în comuna Kărdjali, regiunea Kărdjali,  Bulgaria. 

## Demografie
Componența etnică a satului Kraino Selo
     Romi (6,5%)
     Turci (89,34%)
     Bulgari (4,14%)
     Nicio identificare (0%)
La recensământul din 2011, populația satului Kraino Selo era de 169 locuitori. Din punct de vedere etnic, majoritatea locuitorilor (89,34%) erau turci, existând și minorități de romi (6,5%) și bulgari (4,14%). Pentru 0% din locuitori nu este cunoscută apartenența etnică.